# Hildur Guðnadóttir
Hildur Ingveldardóttir Guðnadóttir (tiếng Iceland: [ˈhɪltʏr ˈkvʏðnaˌtouʰtɪr̥]; sinh ngày 4 tháng 9 năm 1982) là một nữ nhạc sĩ và nhà soạn nhạc người Iceland. Vốn được đào tạo bài bản thành nhạc công chơi đàn cello, cô chơi nhạc và thu âm với những ban nhạc như Pan Sonic, Throbbing Gristle, Múm và Stórsveit Nix Noltes bên cạnh việc đi lưu diễn với Animal Collective và Sunn O))). Cô còn là nhà sản xuất của một số tác phẩm nhạc.
Hildur được quốc tế chú ý nhờ những bản nhạc nền của cô cho phim điện ảnh và truyền hình, bao gồm cả tác phẩm hành động giật gân Chiến binh Mexico (2018) và sê-ri truyền hình ngắn tập thể loại chính kịch Chernobyl (2019) - nhạc phim giúp cô chiến thắng một giải Primetime Emmy và một giải Grammy. Nhờ sáng tác nhạc nền cho bộ phim điện ảnh đề tài giật gân tâm lý Joker (2019), Hildur đã đoạt giải Oscar cho nhạc phim hay nhất và là người phụ nữ thứ 4 giành chiến thắng ở hạng mục này. Cô còn thắng giải Quả cầu vàng cho nhạc phim hay nhất và giải BAFTA cho nhạc phim hay nhất, giúp cô trở thành nhà soạn nhạc nữ đầu tiên một mình giành chiến thắng ở cả hai giải thưởng trên cho cùng hạng mục nhạc phim.

## Đời tư
Hildur sinh năm 1982 tại Reykjavík, Iceland và lớn lên ở Hafnarfjörður. Cô xuất thân trong một gia đình nhạc sĩ — cha cô, ông Guðni Franzson là một giáo viên, nhà soạn nhạc kiêm nhạc công chơi sáo clarinet. Mẹ cô, bà Ingveldur Guðrún Ólafsdóttir là một ca sĩ opera, trong khi em trai cô, Þórarinn Guðnason là thành viên của ban nhạc Agent Fresco. Hildur bắt đầu chơi cello năm lên 5 tuổi và có buổi biểu diễn chuyên nghiệp đầu tiên lúc lên 10 tuổi cùng với mẹ cô tại một nhà hàng. Cô theo học tại Học viện âm nhạc Reykjavik và tiếp tục học chuyên ngành sáng tác và truyền thông mới tại Đại học nghệ thuật Iceland và Đại học nghệ thuật Berlin.
Hildur sinh sống tại Berlin cùng con trai mình (sinh năm 2012). Cô đã kết hôn với Sam Slater, một nhà soạn nhạc, nhà sản xuất nhạc kiêm nghệ sĩ âm thanh người Anh; họ cùng nhau hợp tác trong nhiều dự án như Chernobyl và Joker. Cô còn dùng chung một phòng thu nhạc với người cộng sự lâu năm của mình Jóhann Jóhannsson.

## Sự nghiệp
Năm 2006, Hildur đã cho phát hành album độc tấu đầu tay có tựa Mount A với nghệ danh là Lost In Hildurness; sản phẩm được cô miêu tả là "tránh dính dáng đến người khác ít nhất có thể". Album được thu âm ở thành phố New York và Hólar (nằm ở Bắc Iceland). Album phòng thu độc tấu thứ hai của cô, Without Sinking ra mắt vào năm 2009 và phát hành thông qua hãng đĩa audio-visual Touch Music có trụ sở tại Anh.
Bên cạnh chơi hai nhạc cụ là đàn cello và halldorophone, Hildur còn chuyển soạn nhạc thánh ca khi có một lần chuyển soạn cho một bài hợp xướng biểu diễn bởi Throbbing Gristle tại Áo và Luân Đôn. Trên tư cách nhà soạn nhạc, cô đã viết nhạc nền cho vở kịch Sumardagur ("Summer Day") công diễn tại Nhà hát Quốc gia Iceland. Cô còn sáng tác nhạc nền cho các tác phẩm điện ảnh như Kapringen (2012) của Đan Mạch, Mary Magdalene (2018) của Garth Davis (hợp tác cùng Jóhann Jóhannsson), Chiến binh Mexico (2018) của Stefano Sollima. Sản phẩm nhạc của cô cho bộ phim truyền hình ngắn tập Chernobyl được giới chuyên môn khen ngợi hết lời, giúp cô chiến thắng giải Primetime Emmy và giải Grammy ở hạng mục "Nhạc nền phim cho sản phẩm truyền thông bằng hình ảnh".
Cô sáng tác nhạc nền cho phim điện ảnh Joker (2019) với sự tham gia diễn xuất của Joaquin Phoenix và Robert De Niro cùng phần chỉ đạo của Todd Phillips, nhạc phẩm đem về cho cô giải Premio Soundtrack Stars Award tại Liên hoan phim quốc tế Venezia lần thứ 76 và giải Quả cầu vàng cho nhạc phim hay nhất, giúp cô trở thành nhà soạn nhạc nữ đầu tiên một mình giành chiến thắng hạng mục này ở Quả cầu vàng. Tại lễ trao giải Oscar lần thứ 92, Hildur đoạt giải Oscar cho nhạc phim hay nhất và trở thành người phụ nữ thứ 4 được xướng tên chiến thằng nhờ nhạc nền của mình tại Oscar, cũng như là người phụ nữ đầu tiên giành giải, kể từ khi hai hạng mục "nhạc nền phim chính kịch" và "nhạc nền phim hài/ca nhạc" hợp nhất vào năm 2000.

## Danh sách đĩa nhạc

### Độc tấu
- Mount A (as Lost in Hildurness) (12 Tónar 2006)
- Without Sinking (Touch 2009), với một bản đĩa vinyl có kèm các bài hát mở rộng năm 2011
- Mount A (as Hildur Guðnadóttir) (Touch 2010)
- Leyfðu Ljósinu (Touch, 2012), với một bản multi-channel trên USB
- Saman (Touch, 2014), với một bản đĩa vinyl

### Hợp tác
- Rúnk – Ghengi Dahls (Flottur kúltúr og gott músik) 2001
- Mr. Schmucks Farm – Good Sound (Oral 2005)
- Stórsveit Nix Noltes – Orkídeur Hawai (12 Tónar/Bubblecore 2005)
- Angel and Hildur Guðnadóttir – In Transmediale (Oral 2006)
- Hildur Guðnadóttir with Jóhann Jóhannsson – Tu Non Mi Perderai Mai (Touch 2006)
- Nico Muhly – Speaks volumes (Bedroom Community 2006)
- Valgeir Sigurðsson – Equilibrium Is Restored (Bedroom Community 2007)
- Ben Frost – Theory of Machines (Bedroom Community 2006)
- Skúli Sverrisson – Sería (12 Tónar 2006)
- Pan Sonic – Katodivaihe/Cathodephase (Blast First Petite 2007)
- Múm – Go Go Smear the Poison Ivy (Fat Cat 2007)
- Hildur Guðnadóttir, BJ Nilsen and Stilluppsteypa – Second Childhood (Quecksilber 2007)
- Múm - Sing Along to Songs You Don't Know (Morr Music 2009)
- The Knife – Tomorrow, In a Year (2010)
- Wildbirds & Peacedrums – Rivers (The Leaf Label 2010)
- Sōtaisei Riron + Keiichirō Shibuya – Blue (Strings Edit) feat. Hildur Guðnadóttir (Commmons 2010)[22]
- Skúli Sverrisson – Sería II (Sería Music 2010)
- Hauschka – Pan Tone (Sonic Pieces 2011)
- Múm - Smilewound (Morr Music 2013)
- Craig Sutherland – Strong Island (2017)[23]
- Sunn O))) – Life Metal (2019)
- Sunn O))) – Pyroclasts (2019)

## Danh sách phim

### Điện ảnh
| Năm  | Tựa phim                                          | Đạo diễn              | Chú giải                                       |
| ---- | ------------------------------------------------- | --------------------- | ---------------------------------------------- |
| 2011 | The Bleeding House                                | Philip Gelatt         | Nhà soạn nhạc                                  |
| 2012 | A Hijacking                                       | Tobias Lindholm       | Nhà soạn nhạc                                  |
| 2012 | Astro: An Urban Fable in a Magical Rio de Janeiro | Paula Trabulsi        | Nhà soạn nhạc                                  |
| 2013 | Jîn                                               | Reha Erdem            | Nhà soạn nhạc                                  |
| 2013 | Lần theo dấu vết                                  | Denis Villeneuve      | Độc tấu cello                                  |
| 2015 | Ranh giới                                         | Denis Villeneuve      | Độc tấu cello                                  |
| 2015 | Người về từ cõi chết                              | Alejandro G. Iñárritu | Độc tấu cello                                  |
| 2016 | The Oath                                          | Baltasar Kormákur     | Nhà soạn nhạc                                  |
| 2016 | Cuộc đổ bộ bí ẩn                                  | Denis Villeneuve      | Độc tấu Cello                                  |
| 2017 | Tom of Finland                                    | Dome Karukoski        | Nhà soạn nhạc cùng với Lasse Enersen           |
| 2017 | Journey's End                                     | Saul Dibb             | Nhà soạn nhạc cùng với Natalie Holt            |
| 2018 | Mary Magdalene                                    | Garth Davis           | Nhà soạn nhạc cùng với Jóhann Jóhannsson Bộ gõ |
| 2018 | Chiến binh Mexico                                 | Stefano Sollima       | Nhà soạn nhạc                                  |
| 2019 | Joker                                             | Todd Phillips         | Nhà soạn nhạc                                  |

### Truyền hình
| Năm       | Tựa phim                                      | Hãng                                                                              | Tập phim | Chú giải                                                  |
| --------- | --------------------------------------------- | --------------------------------------------------------------------------------- | -------- | --------------------------------------------------------- |
| 2013      | Graduates – Freedom Is Not For Free           | Hailstone                                                                         | —        | Nhà soạn nhạc Phim tài liệu                               |
| 2014      | Så meget godt i vente                         | Phim tài liệu của Đan Mạch                                                        | —        | Nhà soạn nhạc Phim tài liệu                               |
| 2014      | Ming Of Harlem: Twenty One Storeys In The Air | - Big Other Films - The Wellcome Trust - Picture Palace Pictures - Michigan Films | —        | Nhà soạn nhạc Phim tài liệu                               |
| 2015-2018 | Trapped                                       | RÚV                                                                               | 20       | Nhà soạn nhạc với Jóhann Jóhannsson & Rutger Hoedemaekers |
| 2017      | Strong Island                                 | Netflix                                                                           | —        | Nhà soạn nhạc Phim tài liệu                               |
| 2017      | The Departure                                 | Pandora                                                                           | —        | Nhạc soạn nhạc, nhạc phụ Phim tài liệu                    |
| 2018      | Street Spirits                                | V71                                                                               | —        | Nhà soạn nhạc với Eric Papky Phim truyền hình tài liệu    |
| 2019      | Chernobyl                                     | HBO (Mỹ) Sky (Anh)                                                                | 5        | Nhà soạn nhạc Truyền hình ngắn tập                        |

## Giải thưởng và đề cử
| Tên giải                                 | Năm  | Hạng mục                                                                               | Người/tác phẩm đề cử          | Kết quả   | Ref(s) |
| ---------------------------------------- | ---- | -------------------------------------------------------------------------------------- | ----------------------------- | --------- | ------ |
| Giải Oscar                               | 2020 | Nhạc phim hay nhất                                                                     | Joker                         | Đoạt giải | [ 20 ] |
| Giải Điện ảnh Hàn lâm Anh Quốc           | 2020 | Nhạc phim hay nhất                                                                     | Joker                         | Đoạt giải | [ 24 ] |
| Giải Lựa chọn của giới phê bình điện ảnh | 2020 | Nhạc nền phim hay nhất                                                                 | Joker                         | Đoạt giải | [ 25 ] |
| Giải Quả cầu vàng                        | 2020 | Nhạc phim hay nhất                                                                     | Joker                         | Đoạt giải | [ 25 ] |
| Giải Grammy                              | 2020 | Nhạc nền phim cho sản phẩm truyền thông bằng hình ảnh                                  | Chernobyl                     | Đoạt giải | [ 26 ] |
| Giải của hiệp hội phê bình               | 2020 | Nhạc nền phim hay nhất                                                                 | Joker                         | Đoạt giải | [ 27 ] |
| Giải của giới phê bình điện ảnh Houston  | 2020 | Nhạc nền phim hay nhất                                                                 | Joker                         | Đề cử     | [ 25 ] |
| Giải Satellite                           | 2020 | Nhạc nền phim hay nhất                                                                 | Joker                         | Đoạt giải | [ 28 ] |
| Giải Primetime Emmy                      | 2019 | Sáng tác nhạc xuất sắc cho một sê-ri ngắn tập, phim điện ảnh truyền hình hoặc đặc biệt | Chernobyl: Please Remain Calm | Đoạt giải | [ 25 ] |
| Hollywood Music in Media Awards          | 2019 | Nhạc nền xuất sắc nhất trong một phim điện ảnh (đồng giải Ford v Ferrari)              | Joker                         | Đoạt giải | [ 29 ] |
| Liên hoan phim Venezia                   | 2019 | Premio Soundtrack Stars Award                                                          | Joker                         | Đoạt giải | [ 25 ] |
| World Soundtrack Awards                  | 2019 | Nhà soạn nhạc truyền hình của năm                                                      | Chernobyl                     | Đoạt giải | [ 25 ] |
| AACTA Awards                             | 2018 | Nhạc nền phim hay nhất                                                                 | Mary Magdalene                | Đề cử     | [ 25 ] |
| Asia Pacific Screen Awards               | 2018 | Nhạc nền phim hay nhất                                                                 | Mary Magdalene                | Đoạt giải | [ 25 ] |
| Liên hoan phim quốc tế Bắc Kinh          | 2018 | Nhạc hay nhất                                                                          | Journey's End                 | Đoạt giải | [ 25 ] |
| Robert Awards                            | 2013 | Nhạc nền phim hay nhất                                                                 | A Hijacking                   | Đề cử     | [ 25 ] |